# Aceair
Aceair SA est une entreprise suisse fondée à Manno au printemps 1999 dans le but de réaliser un avion léger performant pouvant être commercialisé en kit.

## Histoire
Aceair SA a présenté au rassemblement de l’EAA AirVenture 2000 à Oshkosh dans le Wisconsin une maquette grandeur du Aceair Aeriks 200. Le prototype fut achevé au printemps 2002. 
Diamond Engines ayant décidé fin 2003 d'arrêter la production du moteur Wankel rotatif autour duquel l’avion avait été conçu, le programme Aeriks 200 fut annulé et Aceair SA ferma ses portes en 2004.